# Carneirinho
Carneirinho là một đô thị thuộc bang Minas Gerais, Brasil. Đô thị này có diện tích 2060,72 km², dân số năm 2007 là 8859 người, mật độ 4 người/km².